# Moldovița
Moldoviţa é uma comuna romena localizada no distrito de Suceava, na região de Bucovina. A comuna possui uma área de 249.24 km² e sua população era de 5201 habitantes segundo o censo de 2007.